# Veckebo
Veckebo är en ort i Färila socken i Ljusdals kommun i Gävleborgs län, väster om Korskrogen. Den klassades som småort av SCB år 1995. Mellan 2015 och 2020 avgränsade SCB här åter en småort.
I Veckebo finns det en såg från 1870.

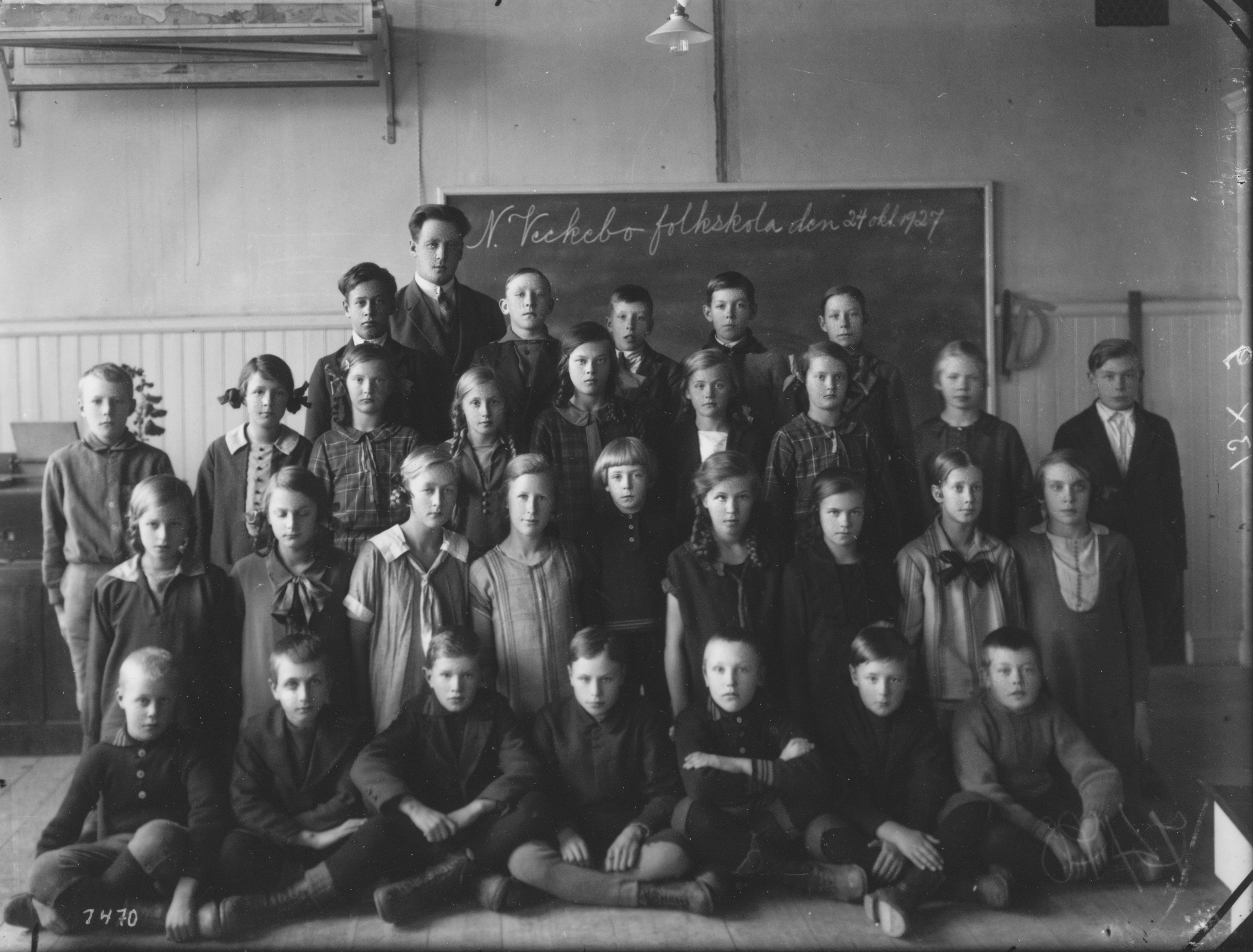
Skolbarn i Norra Veckebo folkskola 1927.